# Bridgeport (Texas)

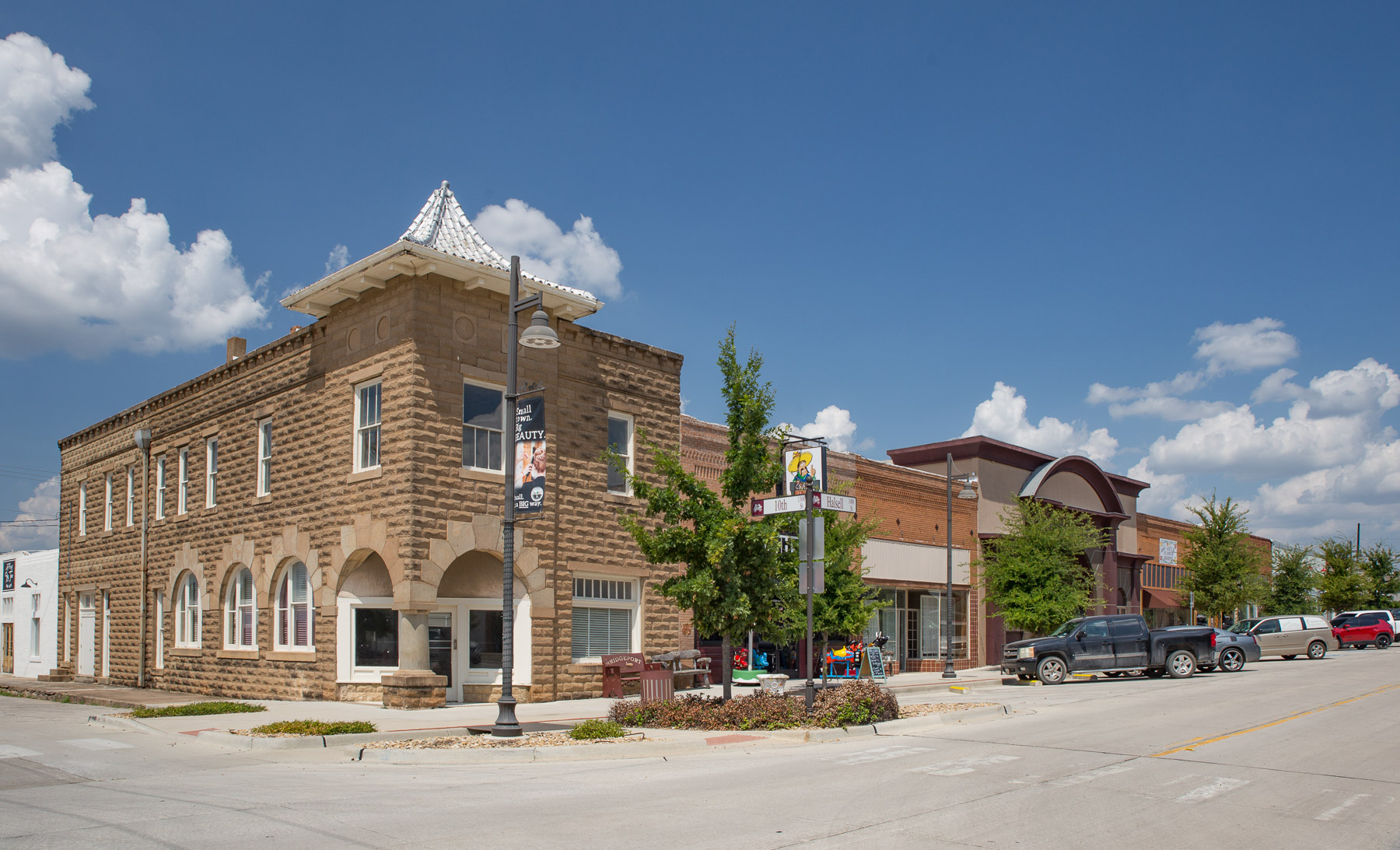
Centre-ville de Bridgeport

Pour les articles homonymes, voir Bridgeport.
La ville américaine de Bridgeport est située dans le comté de Wise, dans l’État du Texas. Sa population s’élevait à 5 976 habitants lors du recensement de 2010.et

## Source
- (en) Cet article est partiellement ou en totalité issu de l’article de Wikipédia en anglais intitulé « Bridgeport, Texas » (voir la liste des auteurs).